# Gekko hulk
Gekko hulk — вид ящірок родини геконових (Gekkonidae). Описаний у 2022 році. Виокремлений з Gekko smithii.

## Назва
Вид G. hulk названо на честь вигаданого персонажа і супергероя Галка, створеного Стеном Лі для Marvel Comics. Розгнівавшись, Галк перетворюється на великого м'язистого звіра із зеленою шкірою, який володіє великою фізичною силою та дуже агресивним темпераментом — усе це схоже на агресивний характер Gekko hulk.

## Поширення
Поширений в на південному сході Таїланду, півостровній частині Малайзії та у Сінгапурі. Деревний нічний вид, який добре прижився у всіх типах первинних і вторинних лісів, а також у людських поселеннях на узліссях.